# Henryk Rybicki
Henryk Rybicki (ur. 5 lipca 1922 w Krakowie, zm. 26 grudnia 1978 tamże) – polski piłkarz, bramkarz.

## Życiorys
Przed wojną trenował w Grzegórzeckim i Wiśle. W dorosłej piłce i oficjalnych rozgrywkach debiutował po jej zakończeniu w Cracovii, gdzie grał w latach 1945–1950. Później był zawodnikiem Garbarni oraz Czuwaju Przemyśl. Z Cracovią w 1948 został mistrzem Polski. W reprezentacji debiutował 19 czerwca 1949 w meczu z Danią, ostatnie spotkanie rozegrał w tym samym roku. Łącznie w kadrze wystąpił w 3 meczach.